# IC 2921
IC 2921 је спирална галаксија у сазвјежђу Лав која се налази на листи објеката дубоког неба у Индекс каталогу.
Деклинација објекта је + 10° 17' 49" а ректасцензија 11h 32m 49,2s. Привидна величина (магнитуда) објекта IC 2921 износи 16,0 а фотографска магнитуда 16,8. IC 2921 је још познат и под ознакама NPM1G +10.0264, PGC 3091281.